# Festival Nacional de Poesia de Sant Cugat
El Festival Nacional de Poesia de Sant Cugat és un festival poètic que se celebra anualment a Sant Cugat del Vallès. Va començar el 1998 amb el nom de Nit de Poesia, nom que mantindria fins al 2000. Des de llavors un total de 228 poetes han participat en les activitats, espectacles poètics i recitals d'aquest festival, que amb l'edició de 2015 arribaren a 245. És promogut per l'Ajuntament de Sant Cugat del Vallès i el Departament de Cultura de la Generalitat de Catalunya i organitzat pel Teatre-Auditori Sant Cugat i la Institució de les Lletres Catalanes i és un cicle de poesia que pretén apropar la poesia al públic amb quatre dies d'activitats poètiques arreu de la ciutat de Sant Cugat per culminar amb un recital poètic escenificat.